# Musée du Tamarin
Le musée du Tamarin est un petit musée français à Salazie, dans les Hauts de l'île de La Réunion. Il est situé à 1 513 mètres d'altitude sur le plateau qui accueille la forêt de Bélouve, non loin de la station haute du téléphérique forestier Paul Charly ainsi que du gîte de Bélouve. Il traite du tamarin des Hauts et de son exploitation.